# Archachatina bicarinata
Archachatina bicarinata là một loài air-breathing tropical land snail, a terrestrial pulmonate gastropoda Mollusca thuộc họ Achatinidae.

## Phân bố
Nó là loài đặc hữu của São Tomé và Príncipe.